# ASPTT Limoges
L’ASPTT Limoges est un club omnisports de Limoges fondée en 1941 par Aimé Tricard. L'association sportive comporte plusieurs sections sportives que ce soit dans les sports individuels ou collectifs. Il fait partie des clubs omnisports les plus importants et les plus reconnus de la région Nouvelle-Aquitaine au même titre que les Girondins de Bordeaux, le Sport athlétique mérignacais, le Stade poitevin, le Stade montois, l'Aviron bayonnais et la Section paloise.

## Historique
Les autorités du Régime de Vichy régime politique de Philippe Pétain à la suite de l'armistice du 22 juin 1940 ont rendu obligatoire la gymnastique pour tous les jeunes agents des PTT de moins de 20 ans. Le directeur du personnel des PTT de la Haute-Vienne, F.Bonnet, fait appel à un jeune postier limougeaud, Aimé Tricard, alors âgé de 30 ans pour organiser la pratique de la gymnastique, du basket-ball et du football. C'est ainsi que né l'ASPTT Limoges. Après la libération, le 21 août 1944 par le colonel Georges Guingouin l'association est déclarée à la Préfecture de Limoges le 9 novembre 1945.

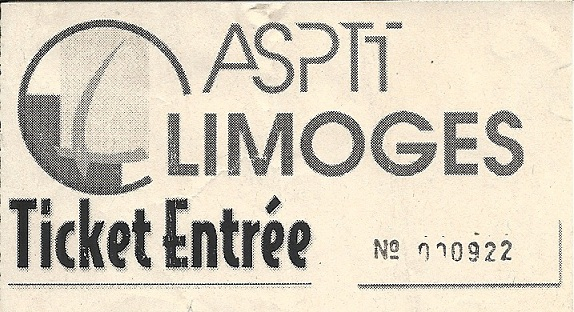
Billet du derby de basket-ball opposant l'Union-Limoges-Basket Asptt-Landouge au Limoges CSP, saison 2010-2011 (NM3)

Le président général, Aimé Tricard dirige l'ASPTT Limoges de 1945 à 1970. La saison 1948-1949 doit beaucoup au Président du Comité Départemental de la Haute-Vienne (depuis 1940), Albert Chaminade (1912-2009), qui a grâce à ses contacts, invité de nombreuses équipes françaises, étrangères à Limoges (les équipes hongroises, l’équipe des missionnaires américains etc…) mais également collaborer à l’édification d’une équipe « Limoges » qui affronta la sélection de Paris, de Lyon, de Nantes (nb : toutes battues par les joueurs limougeauds principalement issus du CAPO Limoges et de La Martiale Limoges, une belle performance face à des sélections menées par les stars de l’époque dont André Buffière etc… Après 1949, le CAPO cède sa place de locomotive à La Martiale et à l’ASPTT Limoges. Il assiste à la montée en puissance de la section de basket-ball qui remporte plusieurs fois la Coupe du Limousin et joue au plus haut niveau durant les années 1950 et 1960. Le basket-ball occupe une place centrale. Au début de l'année 1964, l'ASPTT Limoges se dote d'un nouvel équipement, le gymnase Grellet. Le 30 janvier 1964, le gymnase accueille son premier match opposant le Bataillon de Joinville face à l'ASPTT Limoges, devant un public nombreux, remporté par les postiers. Vient par la suite, le 20 mai 1964, l'inauguration officielle du gymnase. La section de Basket-ball connaît une montée en Nationale 1 lors de la saison 1965-1966. La saison suivante (1966-1967), Jacques Veyrier, joueur de l'ASPTT et international, s'affirme comme l'homme fort de l'ASPTT Limoges. Cependant la section de basket-ball retombe très vite et reste pendant de nombreuses saisons en deuxième division du championnat de France de Basket-ball. La section senior de basket de l'ASPTT Limoges est aujourd'hui en NM3 et a fusionné son équipe avec celle de Landouge Loisirs Basket, créant ainsi l'ULBAL.

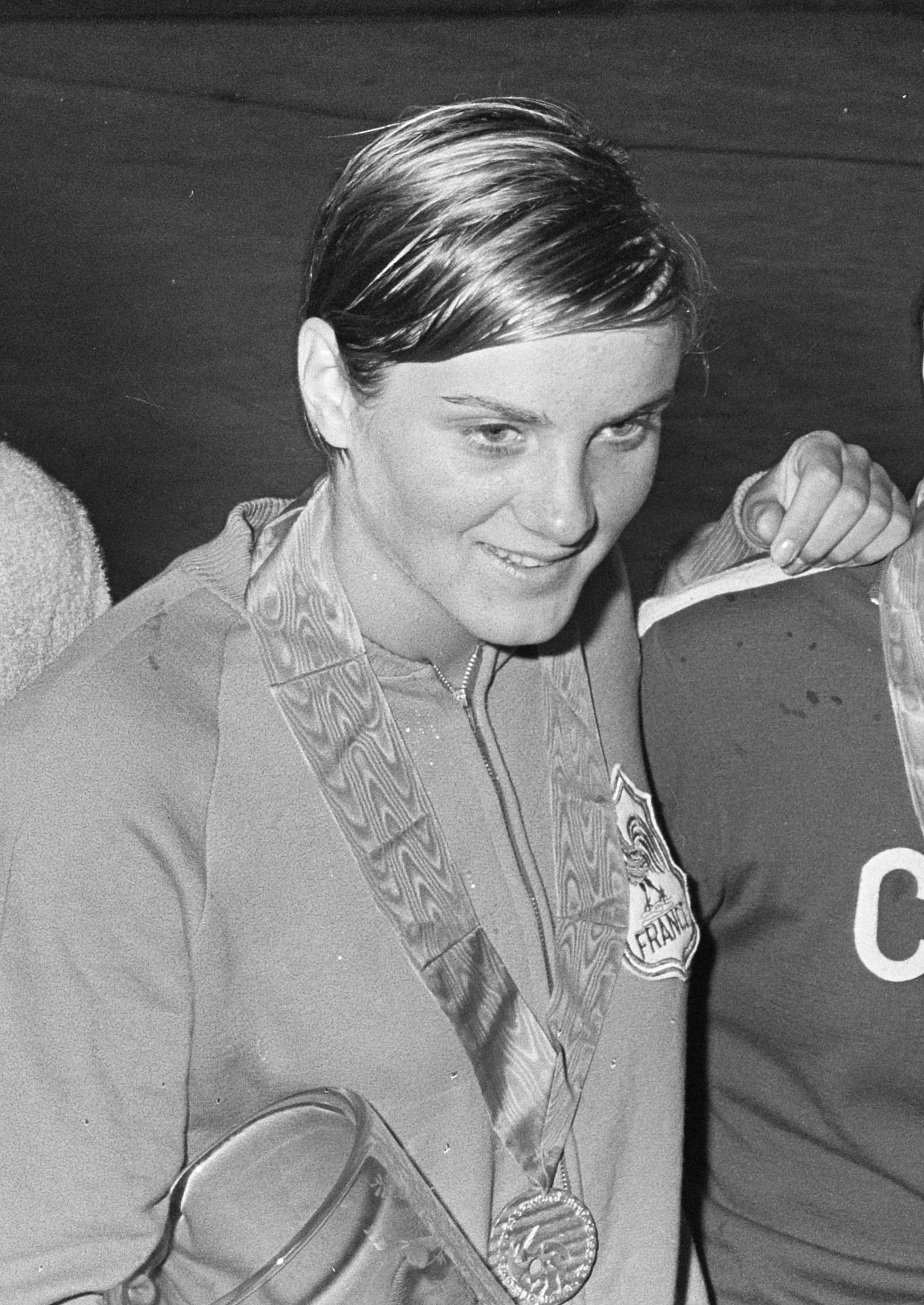
Claude Mandonnaud en 1966

L'ASPTT Limoges n'a pas que seulement brillé dans les compétitions collectives. En natation, Claude Mandonnaud, la nageuse vedette de l'ASPTT Limoges fait parler d'elle. En championnat de France, elle remporte 50 titres de championne de France et 9 médailles d'argents de 1966 à 1974.
Dans les compétitions internationales, Claude Mandonnaud est Championne d'Europe du 400 m nage libre, à Utrecht, en 1966, avec un chrono de 4 min 48 s 2. En 1974, elle remporte une médaille de Bronze aux Championnats d'Europe. Durant toutes ces participations aux Championnats d'Europe, elle est sept fois finaliste. Par ailleurs, Mandonnaud aura l'honneur de représenter la France aux Jeux Olympiques de 1968 et 1972 (demi-finaliste). La limougeaude aura également battu les records d'Europe du 200 m nage libre (2 min 15 s 5 le 13 août 1966 à Mourenx et 2 min 12 s 4 le 3 août 1968 à Paris) et du 400 m nage libre (4 min 46 s 8 le 18 février 1967 à  Melbourne et 4 min 41 s 1 le 4 août 1968 à Paris). Au niveau national, elle sera détentrice du record de France à 29 reprises sur le 100 m, 200 m, 400 m, 800 m, 1500 m nage libre et 200 m 4 nages.
Hormis, Claude Mandonnaud dans les sports individuels, Bernard Lamitié, spécialiste du triple-saut est aussi mondialement connu. Il remportera 5 titres de champions de France (1972, 1973, 1974, 1976, 1977) et détiendra à 5 reprises le record de France du triple-saut, de 1972 à 1979, dont 16,94 m (durant 12 années). Au niveau international, il finit deux fois premier du triple-saut aux Jeux méditerranéens (1975 et 1979). En championnat d'Europe, il se hisse trois fois, à la troisième place (1974, 1976, 1977). Il est également premier à la Coupe d'Europe des Nations de la « Finale A » (1979) et « Finale B » (1977). Enfin, il sera présent en finale du triple-saut, aux Jeux olympiques de 1972. Par ailleurs, une autre figure du club, André Bouchoule s'illustre dans la lutte en étant deux fois sélectionné pour les Jeux olympiques. 
L'ASPTT Limoges s'affirme au fil des années comme l'un des clubs omnisports ayant le plus d'adhérents et de licenciés. En 1970, à la suite du départ de Aimé Tricard, le poste de président général devient moins incontournable. Le secrétaire général joue un rôle important. Jean Vernat prend alors le fauteuil de secrétaire général de l'ASPTT Limoges. C'est le début d'une politique d'amélioration des infrastructures de l'ASPTT Limoges. En 1975, le club s'offre un nouveau gymnase pour le handball qui alors devait partager le gymnase Grellet avec le basket-ball. Avec le gymnase de Buxerolles, le handball peut enfin se développer. Vient ensuite, en 1976, un terrain de tennis couvert et en 1981, un dojo pour le judo.
En 1993, Jean Vernat passe la main à Paulette Fernez. Une salle de musculation en la mémoire de André Tricard est construite durant la mandature de Paulette Fernez. Puis, en 1998, elle passe la main. De 1998 à 2002, l'ASPTT doit faire comme toutes les associations gérés par les PTT, aux privatisations. Cela n'empêchera pas la rénovation de certaines structures. Toutefois, la tempête de 2000 cause de sérieux problèmes. De 2003 et 2007, l'ASPTT Limoges doit faire face à la demande de vente de la Poste, du complexe du Mas Loubier. Finalement en 2007, la mairie rachète pour 400 000 €, le site du Mas Loubier.
En juin 2008, à la suite de la liquidation du Hockey Club de Limoges, l'ASPTT reprend l'équipe phare des « Taureaux de feu » qui a été rétrograder de la D1 à la D3. Le nom de la section s'appelle désormais l'ASPTT Limoges hockey sur glace. La section sportive de hockey connaît un franc-succès avec une augmentation du nombre de licenciés.

## Figures sportives de l'ASPTT Limoges
- Albert Boucher
- Aimé Tricard
- Jacques Veyrier
- André Bouchoule
- Claude Mandonnaud
- Bernard Lamitié
- Claude Bolotny
- Cédric Pénicaud

## Sections sportives de l'ASPTT Limoges
- Athlétisme
- Badminton
- Ball trap
- Basket ball
- Bowling
- Bridge
- Canoë Kayak
- Cyclotourisme
- Football
- Gymnastique
- Golf
- Handball
- Haltérophilie / Musculation
- Hockey sur glace
- Judo
- Karaté
- Lutte
- Multisports
- Natation / Bébés d’eau / Aquagym / Water-polo
- Pêche
- Pétanque
- Plongée
- Ski
- Tennis
- Tennis de table